# 沙斯塔 (伊利諾伊州)
沙斯塔（英語：Shasta）是位於美國伊利諾伊州亞歷山大縣的一個鬼鎮。由於此地已於20世紀被荒廢，本地已無人居住。

## 地理
沙斯塔的座標為37°07′54″N 89°23′42″W / 37.13167°N 89.39500°W，而該地的平均海拔高度為101米（即331英尺）。